# Rohtee
Rohtee is een geslacht van straalvinnige vissen uit de familie van Cyprinidae (Eigenlijke karpers).

## Soort
- Rohtee ogilbii Sykes, 1839